# 五城村 (愛媛県)
五城村（ごじょうむら）は、1955年（昭和30年）まで愛媛県喜多郡にあった村。
現在の喜多郡内子町中央からやや西寄りの地域にあたる。小田川及び中山川の流域。

## 地理
現在の喜多郡内子町の中央からやや西寄り。東は小田川の流れを遡上する形で大瀬村に、西は逆に小田川の流れに沿って内子町に、北は中山川を遡って立川村に接する。立川村から流れ込む中山川と、大瀬村から流れ込む小田川の流域。
南は山をはさんで一足先に昭和の合併をなしとげた五十崎町と接する。川にそって所々に集落が形成されている。
城廻の南端の福岡は、内山盆地の北端に位置し、内子の街への入り口にあたり、町続きであったことから、藩政期に入り宿場町として、また高昌寺への門前町としても栄えた。
地名の由来
- 明治の町村成立時の元の村である「五百木」（いよき、「いおき」とも読む）と「城廻」（しろまわり）から一字ずつ取って合体した合成地名。
- 城廻は室町時代に曽根高昌が築城したといわれる曽根城跡があり、これにちなむ。

## 歴史
古代 - 中世
- 室町時代に城廻に曽根高昌が曽根城を築城し、五十崎の竜王城主の城戸氏と対峙した。このほか、黒瀬城、台城の城跡もある。

藩政期
- 大洲藩領。五百木、城廻とも田渡筋の一村。五百木・城廻合わせて紙漉き職人が300名近くと多数居り、有数の紙漉きの村であった。

明治以降
- 喜多郡曽根郷に属す。
- 1874年（明治7年） - 城廻に桜丘学校分校開設。
- 1875年（明治8年） - 五百木に景甫学校分校開設。
- 1889年（明治22年） - 町村制実施により成立。喜多郡に属す。
- 1929年（昭和4年） - 村前村の一部を編入（村前村は五城村、大瀬村、天神村の3村に分かれて編入されたため、これにより消滅）。
- 1955年（昭和30年） - （旧）内子町、大瀬村、立川村、満穂村との合併により、新たな内子町となる。

```
五城村の系譜
（町村制実施以前の村）　（明治期）
　　　　　　　　　　　　町村制施行時　（昭和4年12月26日）
五百木　　━━┓　　　　　　　　　　　　編入
　　　　　　　┣━━━　 五城村 ━━━━━┳━━━━┓
城廻　　　━━┛　　　　　　　　　　　　　┃　　　　┃
　　　　　　　　　　　　　　　　　村前村の一部　　　┃
　　　　　　　　　　　　 　　　　　　　　　　　　 　┃　　（昭和30年1月1日合併）
　　　　　　　　　　　　　　　　　　　　　　　　　　┣━━━━　内子町
　　　　　　　　　　　　　満穂村　　　　━━━━━━┫
　　　　　　　　　　  　　立川村　　　　━━━━━━┫
　　　　　　　　　　　　　（旧）内子町　━━━━━━┫
　　　　　　　　　　　　　大瀬村　　　　━━━━━━┛

（注記）満穂村ほかの合併までの系譜については、それぞれの町村の記事を参照のこと。

```

## 地域
大字として、五百木（いよき）、城廻（しろまわり）があった。いずれも、発足前の旧村がそのまま大字となったもの。後に、村前村（むらさきむら）の一部、中土、長前、北浦、深谷、下成、上成を編入、大字村前とし、合わせて大字3つとなる。内子町になって後に大字は省くようになった。
おおむね小田川の右岸が五百木、左岸が村前、中山川の両岸が城廻。
1935年（昭和10年）646戸、うち農家472戸の記録がある。

## 行政
役場は大字五百木においた。

## 産業
米、麦、とうもろこし、大豆、ハゼ、楮、和紙、薪、木炭、川魚などを産した。『大日本篤農家名鑑』によれば五城村の篤農家は、「奥嶋助次郎」のみである。

## 交通
大洲街道。鉄道等はない。